# Bonne-Espérance
Bonne-Espérance is een gemeente in het uiterste oosten van de Canadese provincie Québec. Het is een fusiegemeente die bestaat uit drie vissersdorpen: Vieux-Fort (Old Fort Bay), Rivière-Saint-Paul (St. Paul's River) en Middle Bay. Bonne-Espérance telt zo'n 700 inwoners.
Alle drie de plaatsen van de gemeente zijn gelegen aan provinciale route 138, dewelke haar westelijke terminus heeft te Vieux-Fort. De gemeente is aldus via de weg enkel te bereiken vanuit de oostelijke buurgemeente Blanc-Sablon.
In 2021 had bijna 98% van de bevolking van Bonne-Espérance het Engels als moedertaal. Nergens anders in het voornamelijk Franstalige Québec heeft het Engels zo'n dominante status.

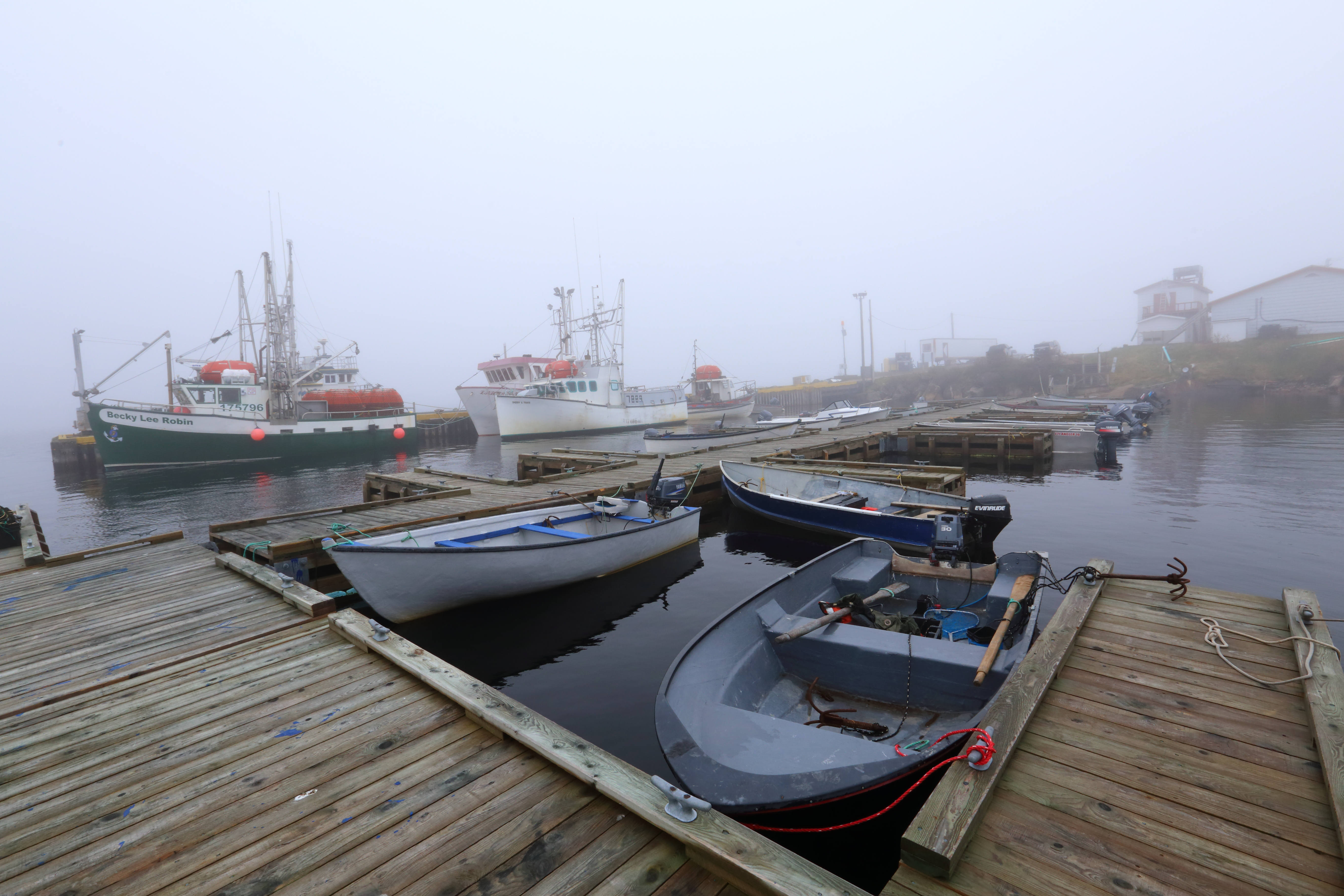
Vissershaven van Vieux-Fort